# Steel Battalion
Steel Battalion (鉄騎, Tekki) est un jeu vidéo de simulation de mechas développé par Capcom Production Studio 4 et édité par Capcom sur Xbox en 2002. Le jeu place le joueur dans le rôle d'un pilote de VT (Vertical Tank) grâce à sa manette dédiée, composée de 40 boutons, d'un levier de vitesses, de deux joysticks et d'un pédalier.
En 2004 est sorti Steel Battalion: Line of Contact. Ce jeu uniquement multijoueur permet de placer le joueur au cœur d'affrontements par équipes en ligne. Depuis 2005 ses serveurs sont fermés mais il est toutefois possible de jouer en ligne via Xlink Kai et de jouer en multi-console. Les deux jeux fonctionnent uniquement sur Xbox, et ne sont pas rétrocompatibles avec la Xbox 360.
En 2012, Steel Battalion: Heavy Armor sort sur Xbox 360. Dernier jeu de la franchise, il ne fonctionne pas avec la manette mais avec le périphérique Kinect.

## Trame
Le joueur sera parachuté dans un conflit opposant la P.R.F ( Pacific Rim Forces ) à la république Hai Shi Dao.
Lors d'un congrès dans la Province du sud de Hai Shi Dao, celle-ci proclame et revendique son indépendance vis-à-vis de la P.R.F. 
Hai Shi Dao et commença alors à envahir les pays voisins.
Le 12 août 2080, la P.R.F envoie la 7th Special Panzer Division afin de contrecarrer la République Hai Shi Dao.

## Système de jeu

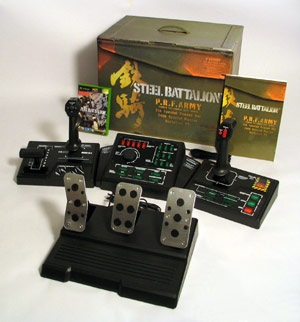
Pack Complet Steel Battalion Vert

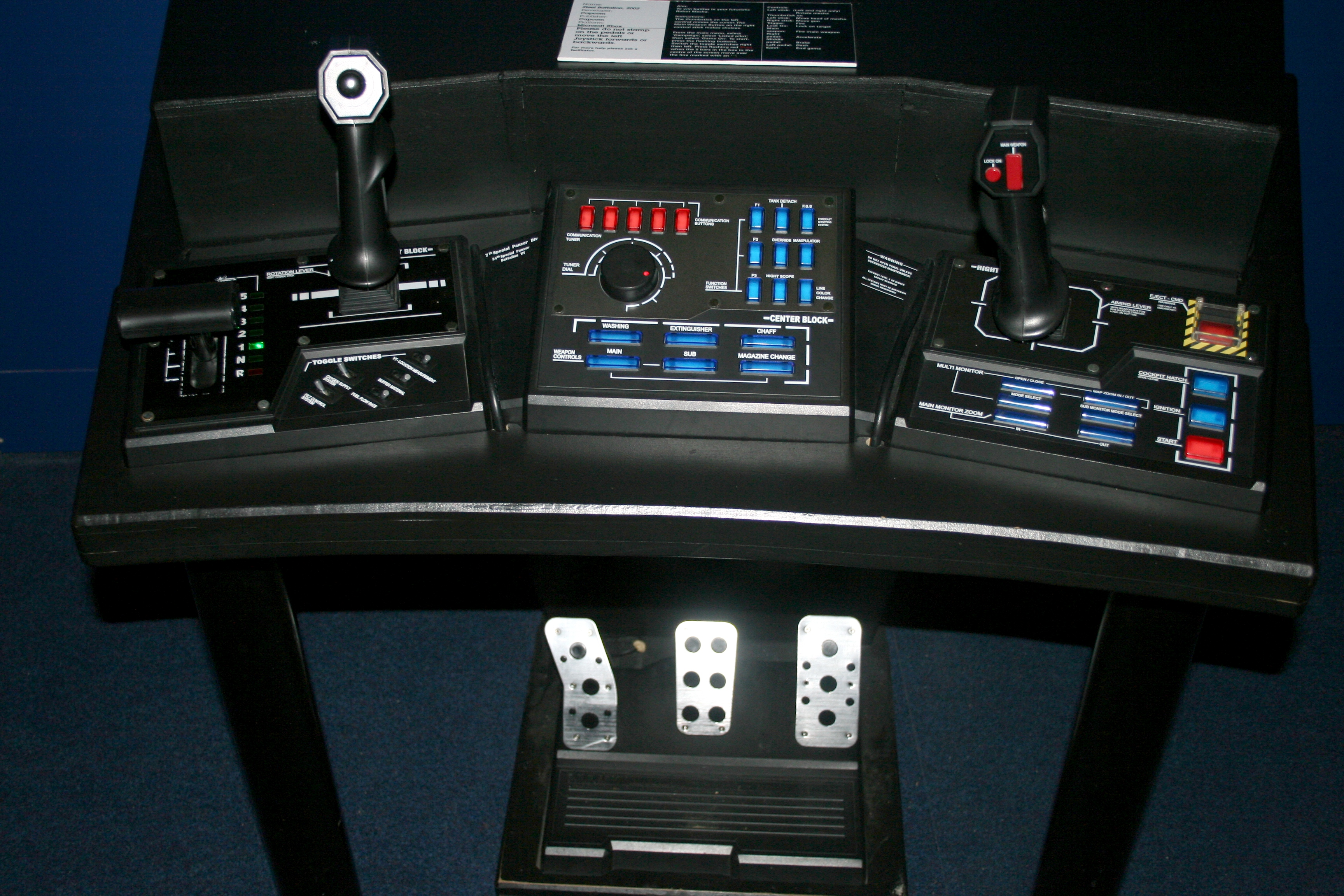
Steel Battalion avec les boutons bleus

### Démarrage
Une fois le joueur installé aux commandes de son VT il lui faudra dans un premier temps fermer l'habitacle du poste de pilotage. Ensuite, le joueur devra charger le système d'exploitation de sa machine, le C.O.O.S (Combat Oriented Operating System). Une fois le C.O.O.S lancé, il lui restera à activer divers systèmes auxiliaires et à démarrer le VT. La dernière étape, le démarrage du VT, demande une bonne gestion du temps. Si celui-ci n'est pas respecté vous verrez votre VT caler, et vous serez contraint de relancer cette étape.

### Mouvements
La manette est composée de 3 parties et d'un pédalier. De gauche à droite :
- Système de contrôle des mouvements de votre VT (boite de vitesses, joystick de rotation, systèmes auxiliaires)
- Système de communication, contrôle des armes, options du C.O.O.S et contre mesures.
- Joysticks de visée, contrôle des moniteurs, système de démarrage et bouton d'éjection.

Concernant le pédalier, celui-ci est composé de trois pédales. De gauche à droite :
- La pédale d'esquive
- La pédale de frein
- La pédale d’accélération

### Éjection
Le bouton d'éjection est sans doute le bouton le plus important cette imposante manette. En effet, sachez que si vous ne vous éjectez pas à temps, vous périrez dans votre VT, mettant un terme à la mission ; vous perdrez alors toute votre progression de campagne et la console effacera votre sauvegarde. Si vous parvenez à vous éjecter sans encombre, vous pourrez recommencer votre mission, à condition qu'il vous reste assez de ressources pour réquisitionner un autre VT. Si vous vous éjectez, mais que vous n'avez plus ou pas de ressources, vous serrez révoqué de la 7th Special Panzer Division, et vous devrez tout reprendre depuis zéro.

## Vertical Tanks

### Généralités
Les VT de Steel Battalion sont la représentation futuriste des chars contemporains (bien que le terme Mecha soit plus approprié). Ils sont l'œuvre du dessinateur Junji Okubo. Les VT sont composés de trois unités: -1 Unité Tronc, -2 Unité Jambes, -3 Unité Armes. Chacune de ces pièces est indépendamment contrôlée par le système d'exploitation C.O.O.S. Les armes pouvant se fixer aussi bien sur l'unité -2 que sur l'unité -3. Les VT sont divisés en 3 types. Leger, moyen, lourd.
- VT Légers : Modèles dont l'atout principal est leur mobilité. Pratiques pour poursuivre des ennemis en fuite ou les attaques de bases après destruction de leurs défenses.
- VT Moyens : Ces modèles constituent la puissance de feu de principale de la 7th Special Panzer Division. Bon compromis entre blindage et mobilité.
- VT Lourds : Ces VT sont dotés d'un blindage lourd et d'une puissance de feu plus que considérable. Très pratiques pour défendre des points stratégiques. Ils sont, par contre, moins mobiles que les autres VT.

### C.O.O.S
Le C.O.O.S (Combat Oriented Operating System) est un système d'exploitation qui contrôle le balancier de l'unité Jambes et le système de visée de toutes les armes embarquées sur le VT. Celui est par ailleurs décliné en trois générations. La 1re génération du C.O.O.S n'offrant rien d'exceptionnel, la 2e et la 3e sont très utiles car possédant des qualités comme le système de furtivité ou bien encore le FSS  (système de tir à estimation de cible ).

### Poste de pilotage
Le poste de pilotage change lui aussi en fonction du C.O.O.S. Le poste de pilotage des VT équipé de la 1re génération est étroit et offre moins de visibilité. Tandis que la 2e génération aura un confort de visibilité correcte, la 3e offre une vue panoramique très pratique.

## Accueil
- Jeux vidéo Magazine : 17/20[1]
- Jeuxvideo.com : 15/20[2]
- Consoles + N°135 : 86%
- Xbox Magazine : 18/20
- Joypad N°131 : 8/10